# 폴 맥스웰
폴 맥스웰(Paul Maxwell, 1921년 11월 12일 ~ 1991년 12월 19일)은 캐나다의 배우이다. 

## 영화
- 사모안 웨딩 (2006년)
- 인디아나 존스 - 최후의 성전 (1989년)
- 워싱턴 긴급 지령 (1988년)
- 클라우드 왈칭 (1987년)
- 에이리언 2 (1986년)
- 서부 광시곡 (1985년)
- 사하라 (1983년)
- 머나먼 다리 (1977년)
- 핑크 팬더 4 - 핑크 팬더의 역습 (1976년)
- 핵잠수함 스타피쉬 (1972년)
- 거울 나라의 전쟁 (1970년)
- 썬더버드 알 고 (1966년)
- 해변으로부터 (1965년)
- 맨 인 더 미들 (1963년)
- 더 헌팅 (1963년)
- 폴로우 더 보이즈 (1963년)
- 비밀첩보원 (1960년)
- 벨스 아 링잉 (1960년)
- 몬스터 만드는 법 (1958년)
- 블러드 오브 드라큐라 (1957년)